# 卡爾·興登堡
卡爾·弗里德里希·興登堡（德語：Carl Friedrich Hindenburg，1741年7月13日—1808年3月17日）是一名德國數學家。他的研究工作主要集中在組合學和機率論方面。

## 教育
興登堡沒有上學，而是在他的商人父親的安排下，由一位私人家庭教師在家裡進行教育。他於1757年進入萊比錫大學，學習醫學、哲學、拉丁語、希臘語、物理學、數學和美學課程。興登堡後來在1763年和1769年發表了關於語言學的文章。
興登堡受到萊比錫大學著名講師克里斯蒂安·弗奇特戈特·格勒特的指導，他把興登堡介紹給一個名叫薛伯恩（Schönborn）的學生。薛伯恩對數學的興趣影響了興登堡，使他也進入這一領域。1771年，他獲得萊比錫大學的碩士學位。

## 職業生涯
1771年在萊比錫獲得碩士學位後，興登堡被任命為那裡的編外講師。
1781年，興登堡被任命為萊比錫大學的哲學教授。1786年，他在提交了一篇關於水泵的論文後被任命為物理學教授。興登堡在萊比錫大學擔任學術院長，並在1792年擔任該校校長。1806年8月5日，他成為柏林科學院的成員。

## 研究工作
興登堡的第一本數學出版物《描述一種全新的方法，根據已知的規律，以方便和安全的方式通過計數或測量來尋找連續的數字》（Beschreibung einer ganz neuen art, nach einem bekannten Gesetze fortgehende Zahlen durch Abzahlen oder Abmessen bequem und sicher zu finden）起源於一個項目，將當時存在的質數表擴展到500萬。在這本書中，他機械地實現埃拉托斯特尼篩法，這與安東·費爾克爾所做的工作無關，然後他用規則進行了優化和組織。該書還包含了線性二元分析、十進制週期、組合的結果，並賦予以十進制符號書寫的數字的組合學意義。
1778年，他開始發表一系列關於組合學的作品，特別是關於概率、數列和高次差公式。他致力於二項式定理的推廣，對克里斯托夫·古德曼關於函數擴展為冪級數的工作產生了重大影響。

## 編輯工作
興登堡共同創辦了第一批德國數學期刊。在1780年至1800年間，他在不同時期參與出版了四種不同的期刊，都與數學及其應用有關。其中兩份期刊，《萊比錫純數學和應用數學雜誌》（Leipziger Magazin für reine und angewandte Mathematik，1786－1789）和《純粹與應用數學檔案》（Archiv für reine und angewandte Mathematik，1795－1799），出版了約翰·海因里希·朗伯的遺稿，由約翰·白努利負責編輯。1796年，他編輯了《組合分析學論文集》（Sammlung combinatorisch-analytischer Abhandlungen），其中有一個說法，即棣美弗多項式定理是「所有數學分析中最重要的命題」。

## 學生
據高德納所說，興登堡最棒的學生之一是海因里希·奧古斯特·羅瑟。另一位學生約翰·卡爾·布爾克哈特在興登堡的鼓勵下出版了《續分數理論》（Theorie der Kettenbrüche）一書，從事續分數的研究。他還影響了克里斯蒂安·克蘭普在組合學方面的工作。

## 外部連結
- 卡爾·興登堡在數學譜系計畫的資料。